# فوهة هيرميت
فوهة هيرميت هي فوهة صدمية متوضعة على طول الحافة الشمالية للقمر بالقرب من القطب الشمالي للقمر. وقد أُكتشفت في سنة 1964. يوجد على غربها فوهة روزديستفينسكي، ويقع في جنوبها كل من فوهة لوفلاكا وفوهة سيلفستر وفي الجنوب الغربي فوهة غريغنارد. وتظهر هذه الفوهة من الأرض على حافة القمر وتضاء بالأشعة الشمسية القادمة بشكل مائل.
وقد اكتشفت ناسا في سنة 2009 أن أبرد نقطة تم قياسها في المجموعة الشمسية هي ضمن فوهة هيرميت وهذه الحرارة هي 26 كلفن أي ما يعادل -249 درجة مئوية.